# Tom Fogerty
Thomas Richard Fogerty (Berkeley, Californië, 9 november 1941 – Scottsdale, Arizona, 6 september 1990) was de slaggitarist van Creedence Clearwater Revival en de oudere broer van John Fogerty, de zanger en leadgitarist van de band.

## Creedence Clearwater Revival
Tom Fogerty begon eind jaren 50 samen met zijn broer John een bandje, genaamd Tom Fogerty and The Blue Velvets. In feite begeleidde het trio The Blue Velvets aanvankelijk solist Tom Fogerty af en toe bij zijn optredens. Uiteindelijk leidde dat er toe dat ze samen een quartet gingen vormen. In 1964 kregen ze een platencontract bij het platenlabel Fantasy, dat hun naam veranderde in The Golliwogs. Tom Fogerty was in eerste instantie de leadzanger van de band. In 1968 kwam onder de naam Creedence Clearwater Revival het eerste succes, waarbij John de rol van leadzanger en -gitarist had overgenomen en Tom slaggitarist werd.
In 1971 verliet Fogerty de band, na onderlinge spanningen. Hij begon een solocarrière en heeft in de jaren 70 en 80 verscheidene albums uitgebracht.

## Dood
Tom Fogerty overleed op 6 september 1990 op 48-jarige leeftijd aan aids. Hij was met hiv besmet geraakt na een bloedtransfusie die nodig was bij een rugoperatie.

## Discografie

### Creedence Clearwater Revival
- Creedence Clearwater Revival - 1968
- Bayou Country -1969
- Green River - 1969
- Willy and the Poor Boys - 1969
- Cosmo's Factory - 1970
- Pendulum - 1970

### Solo
- Tom Fogerty - 1972
- Excalibur - 1972
- Zephyr National - 1974
- Myopia - 1974
- Deal It Out - 1981
- Precious Gems - 1984
- Sidekicks - 1992

### Ruby
- Ruby - 1976
- Rock & Roll Madness - 1978

### Ander uitgebracht werk
- The Very Best of Tom Fogerty
- Tom Fogerty Live in California 1982

- Biblioteca Nacional de España: XX929790
- Bibliothèque nationale de France: cb14177916w (data)
- Gemeinsame Normdatei: 135055067
- International Standard Name Identifier: 0000 0001 1470 4330
- Library of Congress Control Number: n94006999
- MusicBrainz: 15bd502c-b620-4036-a3cb-69b946ccf43c
- Nationale Bibliotheek van Tsjechië: xx0078868
- Nederlandse Thesaurus van Auteursnamen: 313710325
- Virtual International Authority File: 33681694
- WorldCat: E39PBJpDMjxGH6BxhYJThdTyh3